# Jenny Villebesseyx
Jenny Villebesseyx, née Jeanne Roche à Lyon le 16 novembre 1847, et morte en 1924 est une peintre française.
Elle est spécialisée dans les natures mortes de fleurs.

## Biographie

### Famille
Née à Lyon dans le quartier de La Guillotière de Vincent Marie Roche, mécanicien et d'Antoinette Vincente Majer, Jeanne dite « Jenny » Roche s'installe à Paris où elle épouse le 25 octobre 1880, le peintre Louis Gustave Villebesseyx (1838-1898), élève de Lefuel et P. Rousseau. 

### Formation
Jenny Villebesseyx apprend la peinture auprès de ses maîtres, Aimé Millet, Philippe Rousseau, Mme Gallois et Uranie Colin-Libour,.

### Carrière artistique
Jenny Villebesseyx débute au Salon des artistes français de 1881 et reçoit une médaille avec mention honorable en 1886 et en 1889 lors de l’Exposition universelle à Paris. Au salon d'Évreux de 1886, elle obtient une premiere médaille aux côtés de Fanny Fleury notamment. 
Sur l’invitation de Sarah Tyson Hallowell, organisatrice de salons artistiques, elle fait partie de la délégation des femmes françaises artistes présentées à l’Exposition universelle de Chicago en 1893, regroupées dans le Women's Building, en compagnie de Jeanne Rongier, elle aussi native de la région lyonnaise,. Elle expose notamment un Bouquet de chrysanthèmes dans une fontaine au Rotundo Women's Building de Chicago.
Jenny Villebesseyx reçoit en 1901 le titre d'officier d'Académie.

## Distinctions
- Officier d'académie

## Œuvres dans les collections publiques
- Compiègne, musée Antoine-Vivenel : Les Dernières fleurs, vers 1890[10].
- Rouen, musée des Beaux-Arts : Papavers, vers 1888[11].
- Château-Thierry : Bouquet de coquelicots[5]

Œuvres de Jenny Villebesseyx
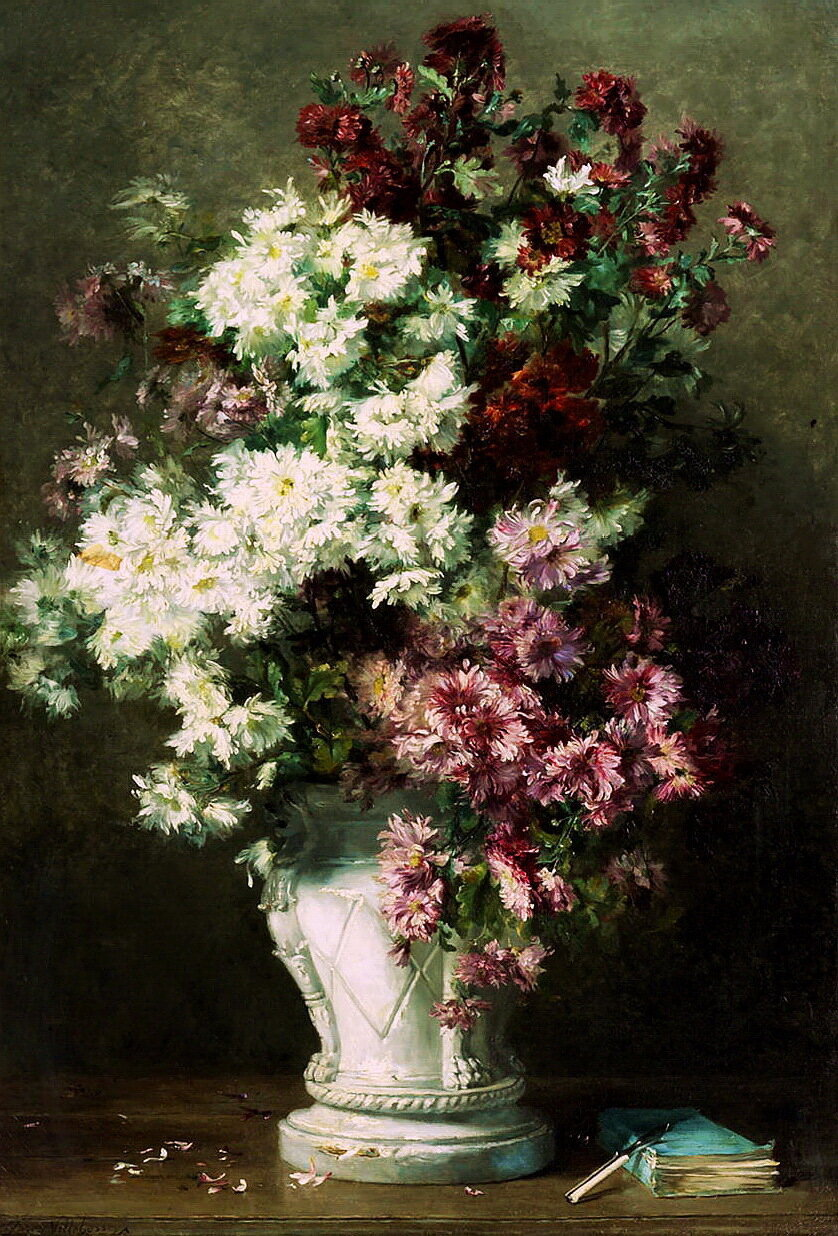
Nature morte de Chrysanthèmes dans une urne, localisation inconnue.
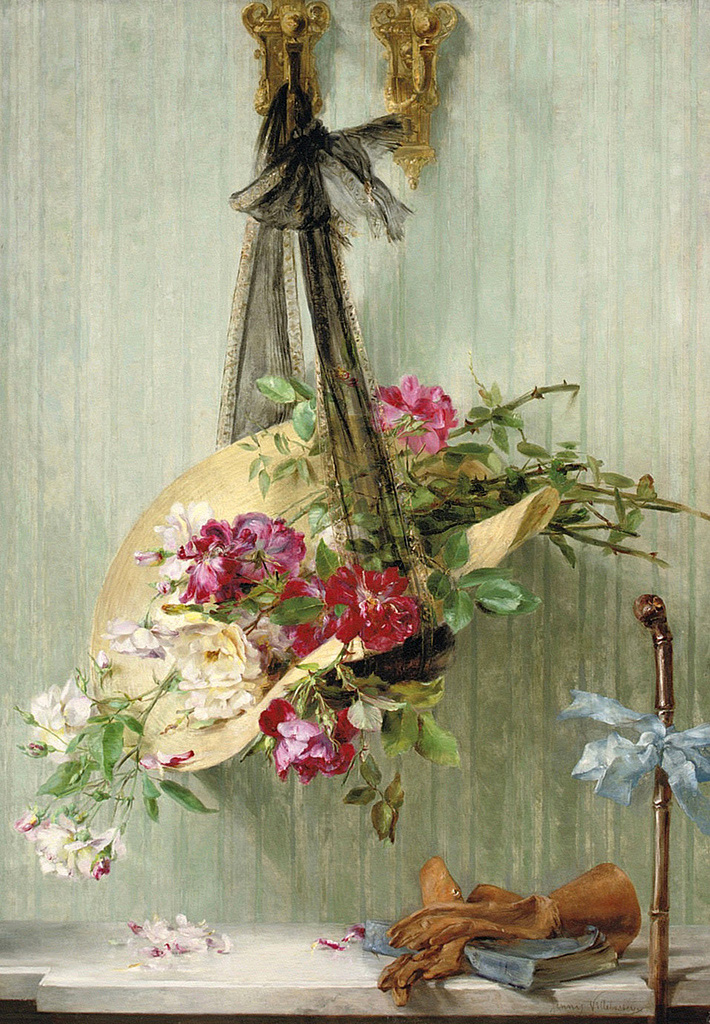
Retour du parc, localisation inconnue.
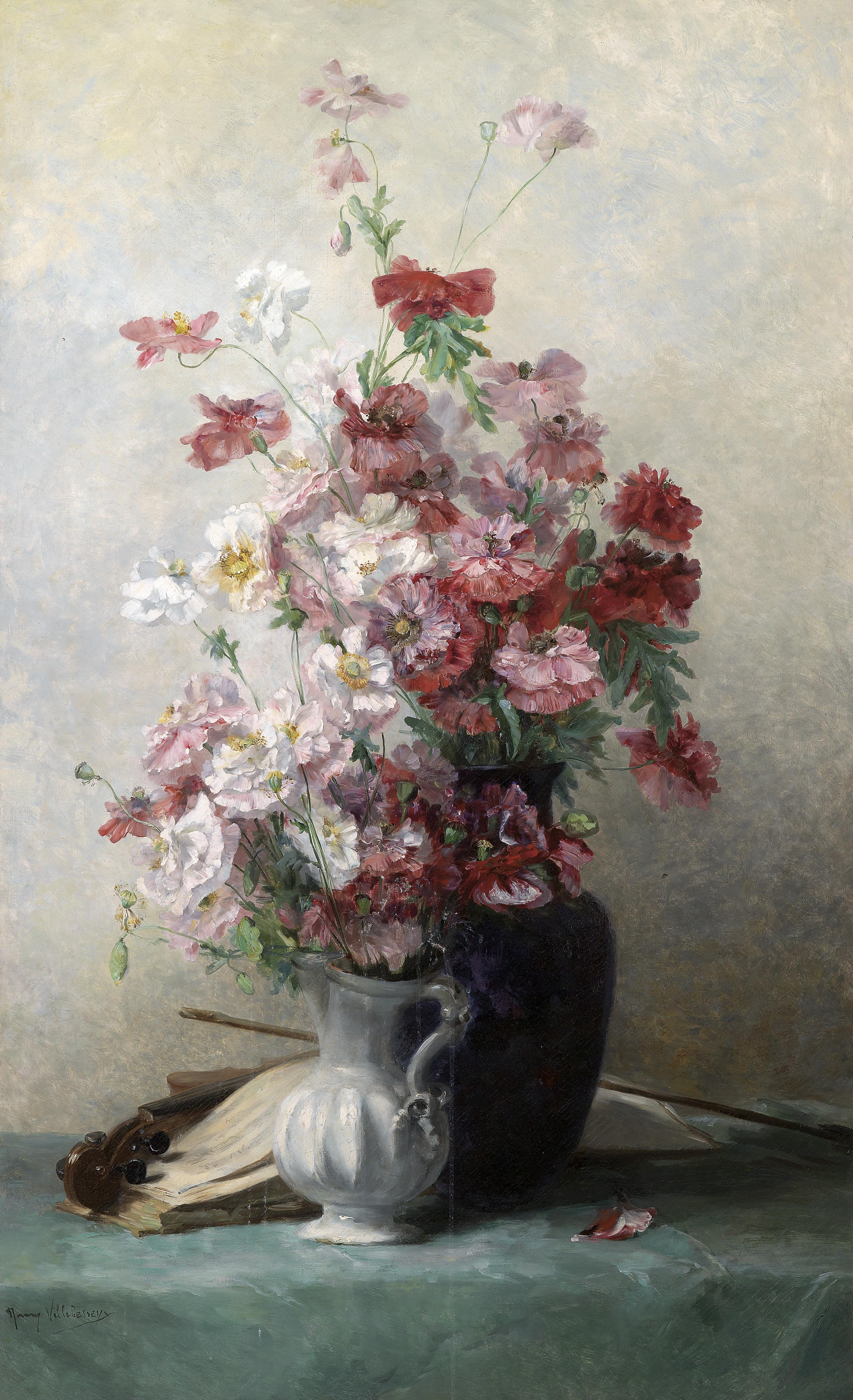
Coquelicots dans un vase, localisation inconnue.
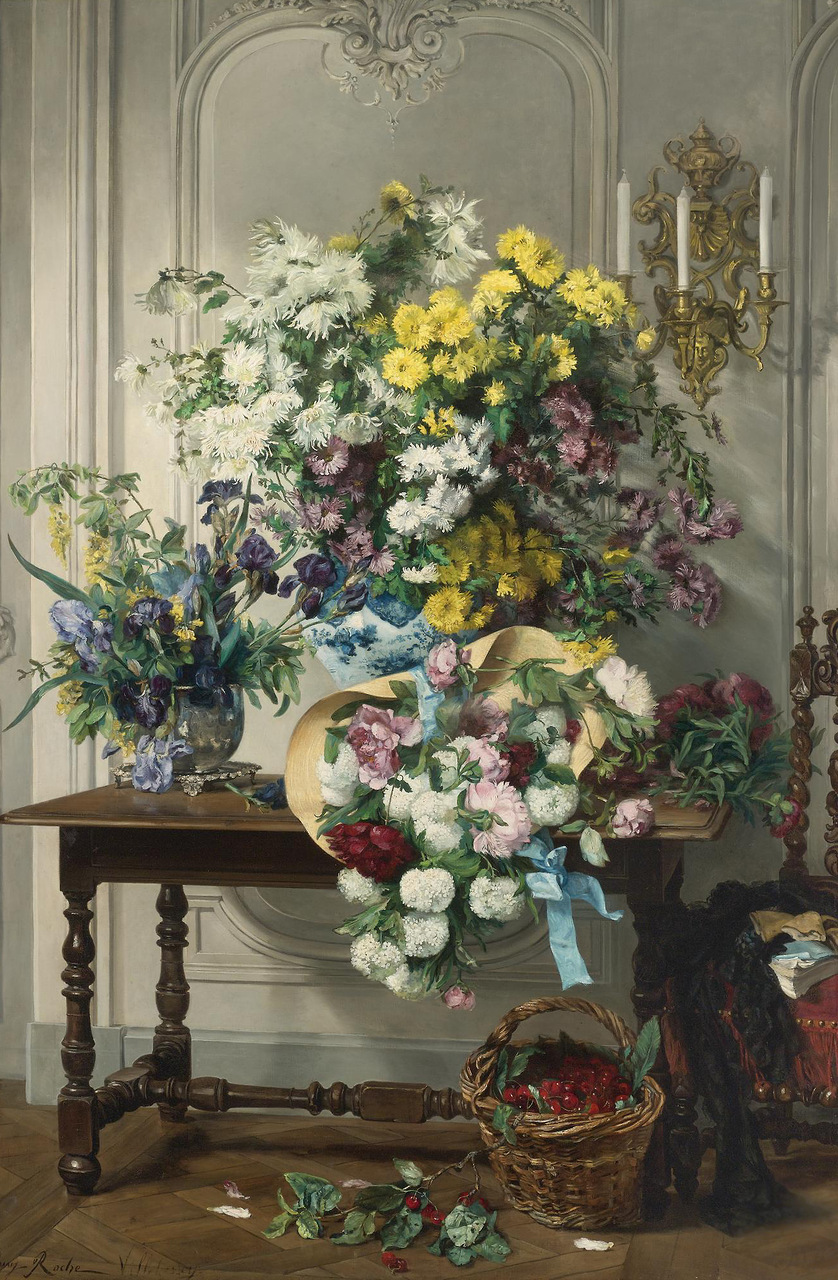
Nature morte avec fleurs, localisation inconnue.